# Giovanni Coli
Giovanni Coli (Monte San Quirico, 1636 – Lucca, 24 febbraio 1681) è stato un pittore italiano.

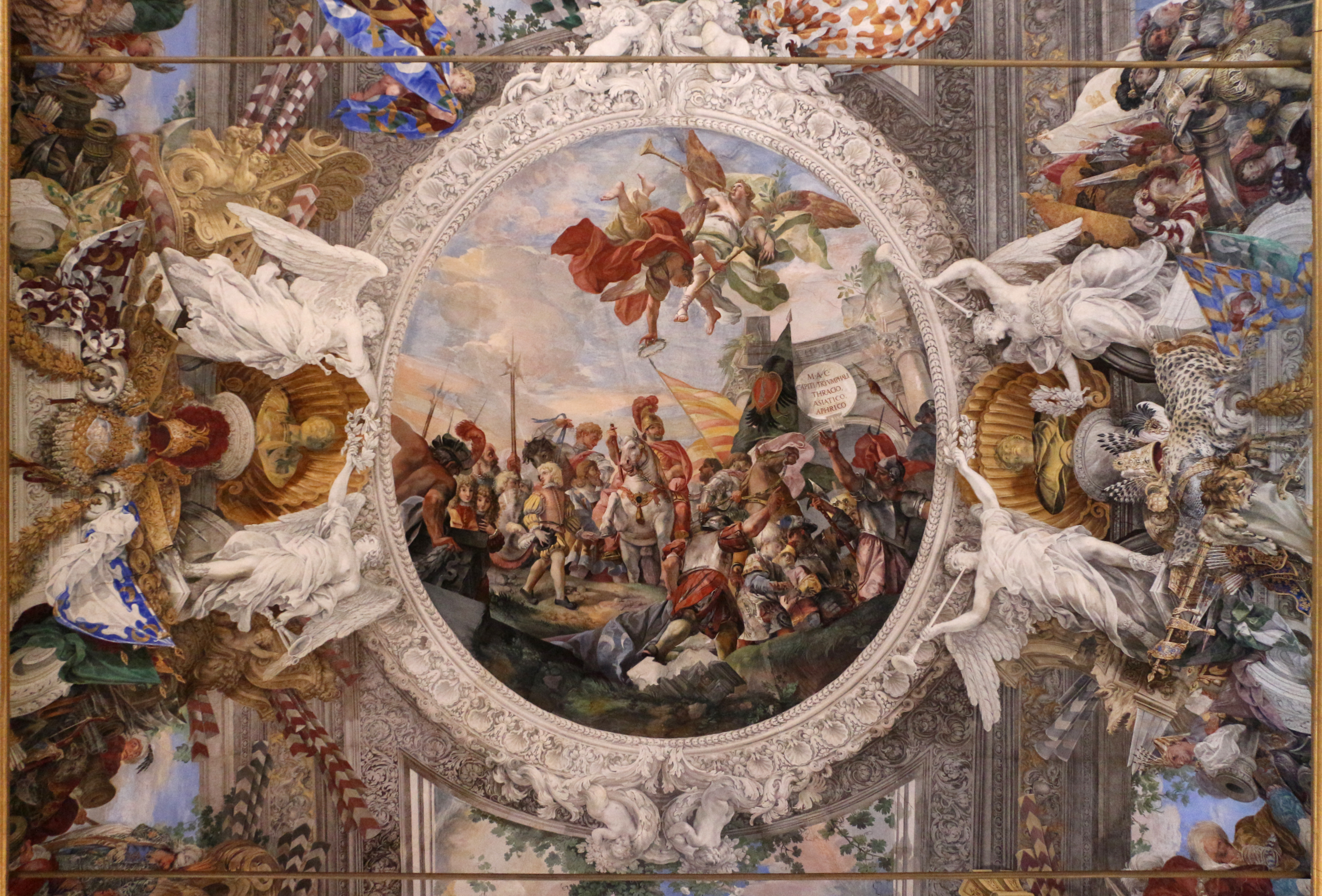
Giovanni Coli e Filippo Gherardi, Storie della battaglia di Lepanto (1675-78), palazzo Colonna, Roma

Con Filippo Gherardi affrescò la galleria di palazzo Colonna a Roma e molti edifici religiosi di Lucca.